# Arco delle Due Porte
L'Arco delle Due Porte  est l'une des anciennes portes des remparts de la ville de Sienne datant de l'enceinte du XIe siècle.

## Historique
Les deux portes sont dites, depuis le XIe siècle, des Canonici et des Vallepiatta. 
Un tabernacle consacré à la Vierge est visible en haut à droite avec une fresque de la Madonna col Bambino tra due santi de Bartolomeo di David. 
Sur le fronton intérieur, la Madonna col Bambino est attribuée à Memmo di Filippuccio.
Aujourd'hui une des deux ouvertures est bouchée à la circulation et est intégrée dans les bâtiments avec une fenêtre.